# Kirschsiepen (Wuppertal)
Die Ortslage Kirschsiepen im Wohnquartier Vohwinkel-Mitte im Wuppertaler Stadtbezirk Vohwinkel geht auf eine alte Hofschaft zurück.

## Lage
Die Hofschaft befand sich im Westen des Stadtteils in der Sohle der Vohwinkeler Senke.
Benachbarte Ortslagen sind: Simonshöfchen, Krutscheid, Simonshaus, Ölbers, Zur Linden, Schrotzberg, Porten, Görtscheid, Bracken und Schlüssel.

## Etymologie
Die Herkunft des Namens ist nicht gesichert, der Namensbestandteil ‚Kirsch‘ könnte ein Eigenname sein oder vom Obstbaum Kirsche. Den Namensbestandteil ‚Siepen‘ bedeutet feuchte Niederung oder Bachtal.

## Geschichte
Die alte Ortsbezeichnung Kirschsiepen wurde erstmals 1677 als ein Gut mit vier Hektar, bestehend aus zwei Kotten, erwähnt.
In dem Kartenwerk Topographia Ducatus Montani des Erich Philipp Ploennies aus dem Jahre 1715 ist der Ort mit dem Namen ‚Kirsieben‘ eingezeichnet. Auf der Karte ab 1824 ist die Ortslage als ‚Kirschsiepen‘ beschriftet. Zu dieser Zeit führte ein Weg (die heutige Vohwinkeler Straße) vom Zentrum Vohwinkels am Kaiserplatz nach Westen nach Simonshaus, Kirchsiepen lag südlich dieses Weges.
Ende des 19. Jahrhunderts ist die Ortslage in die Bebauung der Vohwinkeler Straße aufgegangen, es ist nicht bekannt ob historische Bausubstanz erhalten ist.

## Die heutige Straßen
Nach dieser Ortslage ist 1935 die Straße Im Kirschsiepen benannt worden, zuvor hieß sie ab dem 5. Oktober 1899 Emilstraße. Sie ist eine Querstraße von der Spitzwegstraße zur Rembrandstraße.